# Xã Mifflin, Quận Lycoming, Pennsylvania
Xã Mifflin (tiếng Anh: Mifflin Township) là một xã thuộc quận Lycoming, tiểu bang Pennsylvania, Hoa Kỳ. Năm 2010, dân số của xã này là 1.070 người.